# 朱放
朱放（？—？），字長通，襄州襄阳（今属湖北）人，唐朝官員、詩人。

## 生平
早年居住於汉水之滨，後岁馑，隱居於剡溪（今浙江嵊县）、镜湖间。与顧況、戴叔伦、刘长卿、女诗人李季兰、詩僧皎然等人有交情。建中三年（782年）嗣曹王李皋鎮守江西，聘為節度參謀，不久告歸，隐居丹陽。贞元二年（786年）诏举“韬晦奇才”，召為右拾遗，起程至京城，不久即稱病返吳。後前往潤州（今江苏镇江）。貞元三、四年或五年間卒於廣陵（今江苏扬州）舟中。《全唐詩》卷三一五存其詩一卷，共二十五首，《全唐詩外編》卷四補詩一首。